# Chuarrancho
Chuarrancho är en kommunhuvudort i Guatemala.   Den ligger i departementet Guatemala, i den centrala delen av landet, 20 km norr om huvudstaden Guatemala City. Chuarrancho ligger 1 386 meter över havet och antalet invånare är 7 149.
Terrängen runt Chuarrancho är huvudsakligen lite bergig. Chuarrancho ligger uppe på en höjd. Runt Chuarrancho är det tätbefolkat, med 683 invånare per kvadratkilometer. Närmaste större samhälle är San Pedro Ayampuc, 7,3 km sydost om Chuarrancho. I omgivningarna runt Chuarrancho växer huvudsakligen savannskog.